# Luigi Conti (militare)
Luigi Conti (Bologna, 11 marzo 1899 – Marina di Pisa, 20 luglio 1926) è stato un militare e aviatore italiano, che partecipò alla grande guerra e poi alla campagna di Albania in forza alla Regia Marina, transitando nel 1924 in servizio nella neocostituita Regia Aeronautica. Decorato con due Medaglie d'argento e una Croce di guerra al valor militare e una Croce al merito di guerra.

## Biografia
Nacque a Bologna nel 1899. Arruolatosi nella Regia Marina frequentò la Regia Accademia Navale di Livorno, uscendone con il grado di guardiamarina. Promosso sottotenente di vascello, nel 1917, in piena prima guerra mondiale, ottenne il brevetto di pilota di idrovolanti.
Assegnato alla Stazione di Idrovolanti di Venezia, assunse il comando della 252ª Squadriglia da ricognizione. 
Prese parte ad azioni belliche sul Piave e su Pola, venendo decorato con una Medaglia d'argento e una Croce di guerra al valor militare. Nel 1920 fu trasferito a Valona, in Albania, partecipando ad ulteriori settanta missioni di guerra e venendo decorato con una seconda Medaglia d'argento al valor militare. e con la Croce di Cavaliere della Corona d’Italia. Nel 1924 transitò in servizio nella neocostituita Regia Aeronautica, assegnato al Corpo di Stato maggiore con il grado di maggiore. Il 13 maggio è assegnato in servizio presso il 25º Stormo Idrovolanti di stanza a Vigna di Valle, passando poi dal 1 gennaio 1926 al 26º Stormo.
Data la sua esperienza di volo fu assegnato alla preparazione del Raid "dei 5 Continenti", venendo messo alle dipendenze del colonnello Francesco de Pinedo. 
Il 20 luglio 1926, durante un volo di addestramento a bordo di un Dornier Do J Wal, entrato in servizio l'anno stesso, alla foce dell'Arno davanti a Marina di Pisa, in fase di decollo a pieno carico, l'idrovolante non riuscì a prendere quota e la carlinga si spezzò dopo ripetuti impatti con l'acqua. Sei membri dell’equipaggio, tra cui De Pinedo e il tenente Tullio Crosio, che erano ai comandi del velivolo, si salvarono mentre lui rimase ucciso. Il giorno dell'incidente Luigi Conti era addetto al controllo della strumentazione di bordo. Alla sua memoria fu dedicato l'Aeroporto di Cadimare (La Spezia).

### Fonti
1. 1 2 3 4 5 6 7 8  Mancini 1936, p. 192.
2. 1 2 3 4 5  Piccolo, Lancelotti, Lancelotti 2015, p. 27.